# Aeroportul Koinambe
Aeroportul Koinambe (IATA: KMB) este un aeroport din Koinambe⁠(d), Jimi District⁠(d), Jiwaka Province⁠(d), Papua Noua Guinee.
aeroportul dispune de o singură pistă.